# Dalbergia teixeirae
Dalbergia teixeirae är en ärtväxtart som beskrevs av Sousa. Dalbergia teixeirae ingår i släktet Dalbergia, och familjen ärtväxter. Inga underarter finns listade i Catalogue of Life.